# Ricardo Zonta
Luiz Ricardo Zonta (Curitiba, 1976. március 23. –) brazil autóversenyző, az 1997-es nemzetközi Formula–3000-es bajnokság győztese.

## Pályafutása
1987-ben kezdett gokartversenyeken indulni. 1993-ig gokartozott, majd áttért a formulaautós versenyzésre. 1993-ban hatodikként zárt a brazil Formula–Chevrolet bajnokságban. A következő két évben Formula–3-as sorozatokban szerepelt. 1994-ben ötödik, 1995-ben pedig bajnok lett hazája Formula–3-as bajnokságában. 1995-ben megnyerte a dél-amerikai Formula–3-as bajnokságot is.
1996-tól már Európában is versenyzett. Ricardo a nemzetközi Formula–3000-es széria résztvevője volt 1996-ban és 1997-ben. Első évében negyedik helyen zárta az összetett értékelést. A következő szezonban három futamgyőzelmet is szerzett; végül mindössze másfél pont előnnyel nyerte meg a bajnoki címet a kolumbiai Juan Pablo Montoya előtt.
1998-ra a Formula–1-es McLaren-csapat tesztpilótája lett, valamint a német Klaus Ludwig társaként megnyerte az FIA GT bajnoki címét.

### Formula–1

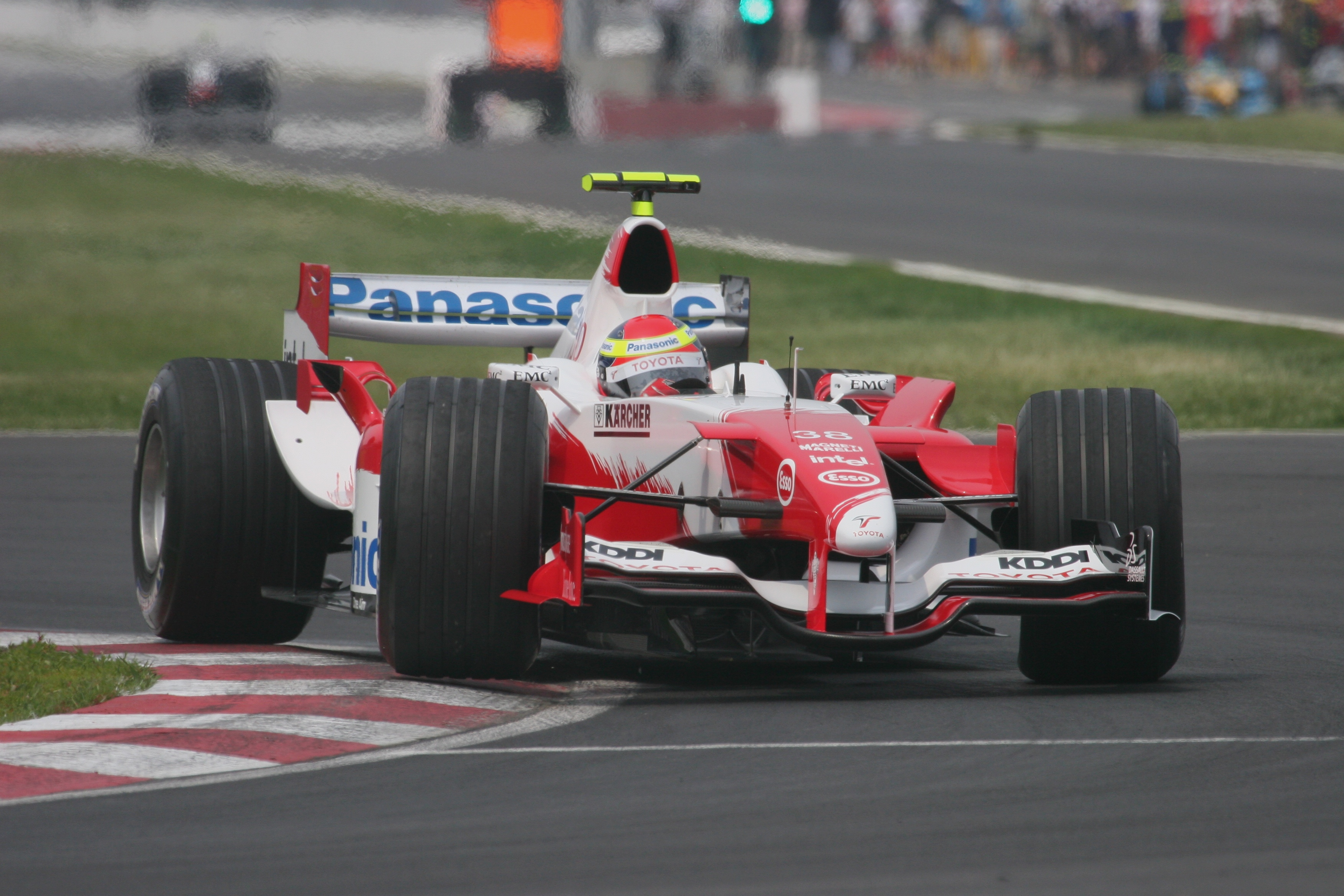
2005-ben a kanadai nagydíj egy edzésén

1999-re leszerződött a Formula–1-es világbajnokságon akkor debütáló BAR-istállóhoz. Csapattársa az 1997-es világbajnok Jacques Villeneuve volt. A szezonnyitó ausztrál nagydíjon váltóhiba miatt nem ért célba. A brazil nagydíj szombati szabadedzésén komoly balesetet szenvedett. Sérülései miatt nem indulhatott a versenyen, és ki kellett hagynia további három futamot is. A kanadai nagydíjon tért vissza, ahol már a futam második körében kicsúszott. A szezon hátralevő részén csapattársához hasonlóan nem tudott pontot szerezni, legjobb eredményét az európai nagydíjon érte el, ahol nyolcadikként ért célba. A 2000-es szezonra is maradt a BAR csapatánál. Már a szezonnyitón megszerezte első pontját egy hatodik helyezéssel, majd ezt a teljesítményét megismételte az olasz, valamint az amerikai versenyen is. Három pontjával végül tizennegyedikként zárta az összetett értékelést.
2001-ben a Jordan teszt-, és tartalékversenyzője lett. Heinz-Harald Frentzen sérülése, majd a csapattól való távozása miatt Zonta két futamon indulhatott a szezon alatt. 2002-ben megnyerte a World Series by Nissan sorozatot.
2004-ben tért vissza a Formula–1-be. A Toyota tesztpilótája lett, azonban több futamon is kapott lehetőséget. Négy futamon honfitársát, Cristiano da Mattát, további egy versenyen pedig Olivier Panist helyettesítette. A következő két évben is maradt a csapat tesztpilótája, 2007-ben pedig a Renault-nál töltötte be ezt a szerepet.

### Formula–1 után
Formula–1-es karrierjét követően a Stock Car Brasil, a Grand-Am Rolex, valamint az FIA GT bajnokság futamain szerepel. 2008-ban a Peugeot gyári csapatával részt vett a Le Mans-i 24 órás viadalon. A futamot Franck Montagny és Christian Klien váltótársaként teljesítette; hármasuk a harmadik helyen ért célba.

## Eredményei
Teljes eredménylistája a nemzetközi Formula–3000-es sorozatban
(Táblázat értelmezése)

(Félkövér: pole-pozícióból indult; dőlt: leggyorsabb kört futott) 

| Év   | Csapat            | 1       | 2      | 3      | 4     | 5     | 6     | 7      | 8     | 9     | 10     | Helyezés | Pont |
| ---- | ----------------- | ------- | ------ | ------ | ----- | ----- | ----- | ------ | ----- | ----- | ------ | -------- | ---- |
| 1996 | Draco Engineering | NÜR Ki  | PAU 3  | PER Ki | HOC 6 | SIL 3 | SPA 9 | MAG Ki | EST 1 | MUG 1 | HOC 11 | 4.       | 27   |
| 1997 | Super Nova Racing | SIL Kiz | PAU Ki | HEL Ki | NÜR 1 | PER 2 | HOC 1 | A1R 2  | SPA 5 | MUG 1 | JER Ki | 1.       | 39   |

Le Mans-i 24 órás autóverseny
| Év   | Csapat              | Autó                     | Csapattárs       | Csapattárs         | Helyezés | Kiesés oka |
| ---- | ------------------- | ------------------------ | ---------------- | ------------------ | -------- | ---------- |
| 1998 | AMG Mercedes        | Mercedes-Benz CLK GTR LM | Jean-Marc Gounon | Christophe Bouchut | Kiesett  | Motorhiba  |
| 2008 | Peugeot Sport Total | Peugeot 908 HDi FAP      | Franck Montagny  | Christian Klien    | 3.       |            |

Teljes Formula–1-es eredménylistája
(Táblázat értelmezése)

(Félkövér: pole-pozícióból indult; dőlt: leggyorsabb kört futott) 

| Év   | Csapat    | 1      | 2      | 3       | 4       | 5       | 6      | 7      | 8      | 9       | 10     | 11     | 12     | 13     | 14     | 15     | 16     | 17     | 18     | 19     | Helyezés | Pont |
| ---- | --------- | ------ | ------ | ------- | ------- | ------- | ------ | ------ | ------ | ------- | ------ | ------ | ------ | ------ | ------ | ------ | ------ | ------ | ------ | ------ | -------- | ---- |
| 1999 | BAR       | AUS Ki | BRA Ni | SMR Sér | MON Sér | ESP Sér | CAN Ki | FRA 9  | GBR Ki | AUT 15† | GER Ki | HUN 13 | BEL Ki | ITA Ki | EUR 8  | MAL Ki | JPN 12 |        |        |        | 23.      | 0    |
| 2000 | BAR Honda | AUS 6  | BRA 9  | SMR 12  | GBR Ki  | ESP 8   | EUR Ki | MON Ki | CAN 8  | FRA Ki  | AUT 13 | GER Ki | HUN 14 | BEL 12 | ITA 6  | USA 6  | JPN 9  | MAL Ki |        |        | 14.      | 3    |
| 2001 | Jordan    | AUS    | MAL    | BRA     | SMR     | ESP     | AUT    | MON    | CAN 7  | EUR     | FRA    | GBR    | GER Ki | HUN    | BEL    | ITA    | USA    | JPN    |        |        | 19.      | 0    |
| 2004 | Toyota    | AUS Tp | MAL Tp | BHR Tp  | SMR Tp  | ESP Tp  | MON Tp | EUR Tp | CAN Tp | USA Tp  | FRA Tp | GBR Tp | GER Tp | HUN Ki | BEL 10 | ITA 11 | CHN Ki | JPN    | BRA 13 |        | 22.      | 0    |
| 2005 | Toyota    | AUS Tp | MAL Tp | BHR Tp  | SMR Tp  | ESP Tp  | MON Tp | EUR Tp | CAN Tp | USA Ni  | FRA    | GBR Tp | GER Tp | HUN Tp | TUR Tp | ITA Tp | BEL Tp | BRA Tp | JPN Tp | CHN Tp | –        | 0    |

## Fordítás
- Ez a szócikk részben vagy egészben  a   Ricardo Zonta című angol Wikipédia-szócikk fordításán alapul.  Az eredeti cikk szerkesztőit annak laptörténete sorolja fel. Ez a jelzés csupán a megfogalmazás eredetét és a szerzői jogokat jelzi, nem szolgál a cikkben szereplő információk forrásmegjelöléseként.